# Iwan Iwanowitsch Melnikow

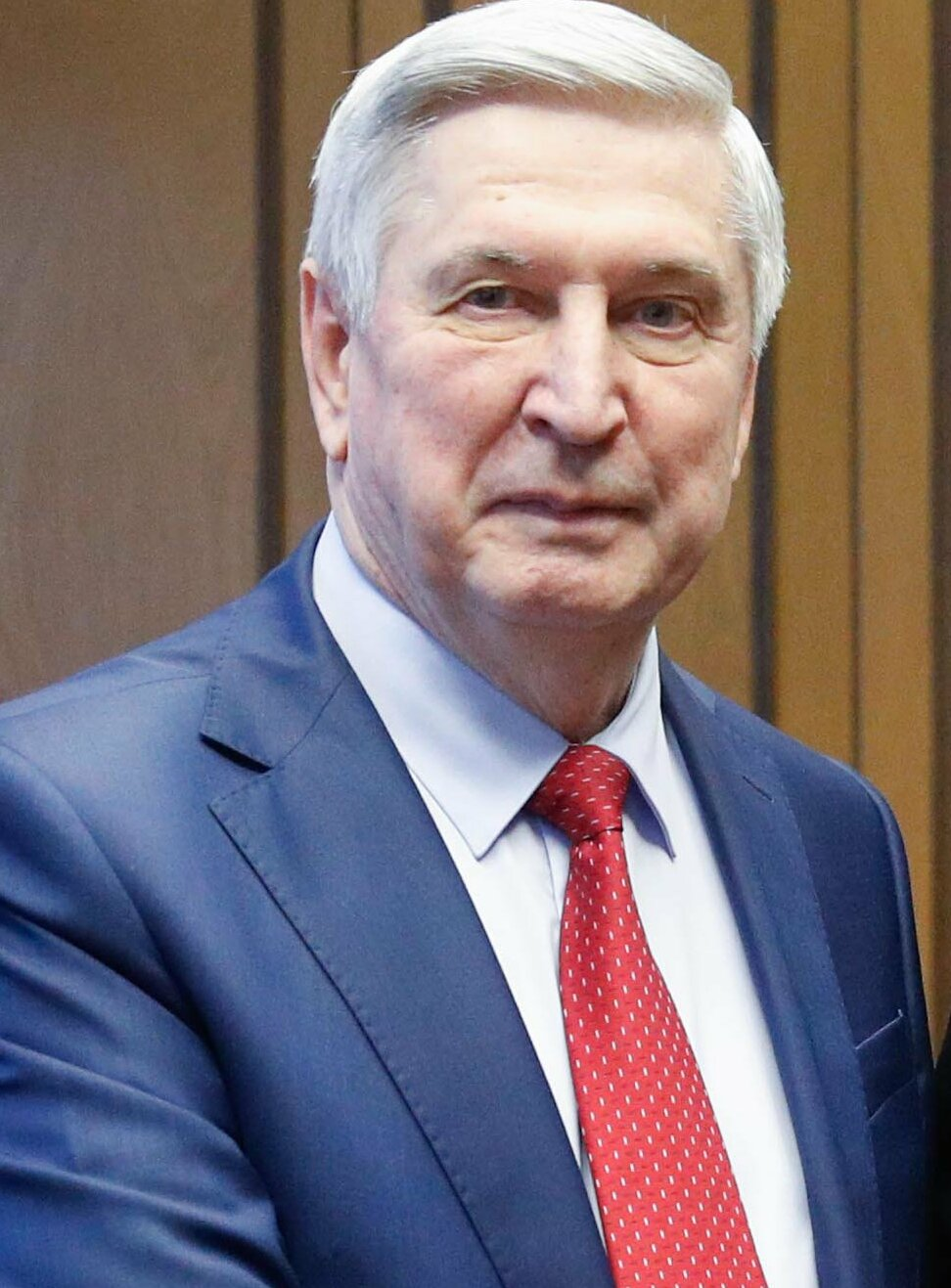
I. I. Melnikow (2023)

Iwan Iwanowitsch Melnikow (russisch Иван Иванович Мельников; * 7. August 1950 in Bogorodizk) ist ein russischer Politiker (Kommunistische Partei der Russischen Föderation (KPdRF)) und seit 1996 Abgeordneter der Duma der Russischen Föderation.

## Leben

### Ausbildung und berufliche Laufbahn
Melnikow studierte bis 1972 an der Fakultät für Mechanik und Mathematik der Staatlichen Lomonossow-Universität Moskau (MGU) und arbeitete nach seinem Abschluss als Lehrer an einem speziellen Internat der MGU. Nach seiner Promotion in Mathematik 1974 arbeitete im akademischen Betrieb der MGU. 2002 habilitierte er an der MGU.

### Politische Tätigkeit
Melnikow wurde 1972 Mitglied der Kommunistischen Partei der Sowjetunion (KPdSU).
1986 wurde er Vorsitzender der Gewerkschaftsorganisation der MGU, 1988 Sekretär des Parteikomitees der KPdSU an der MGU.
Auf dem XXVIII. Parteitag wurde Melnikow zum Mitglied des Zentralkomitees (ZK) der KPdSU und auf dem ersten Organisationsplenum des ZK nach dem Parteitag zum Mitglied des Sekretariats des ZK gewählt. Am 26. Juli 1991 wurde er auf dem Plenum des ZK zum Sekretär des ZK der KPdSU gewählt, was er bis zur Auflösung im August 1991 blieb.
Melnikow gehört zu den Gründern der KPdRF und ist seit 1993 Mitglied von deren ZK. Zudem ist er seit 1995 Mitglied des Präsidiums des ZK, seit 1997 stellvertretender Vorsitzender des ZK und seit 2004 erster stellvertretender Vorsitzender des ZK der KPdRF. Von 1995 bis 1997 war er Sekretär des ZK.
Bei den russischen Parlamentswahlen 1995, 1999, 2003, 2007, 2011, 2016, 2021 wurde Melnikow als Abgeordneter für die KPdRF in die russische Duma gewählt. Dort war er von 1996 bis 2002 Vorsitzender des Ausschusses für Bildung und Wissenschaft der Staatsduma. Seit 2007 war er stellvertretender Vorsitzender, seit 2011 ist er erster stellvertretender Vorsitzender der Duma.
Nach der Annexion der Krim 2014 wurde Melnikow am 12. September 2014 auf die Sanktionsliste der EU gesetzt.